# 壁虎人2：黑色的星球
壁虎人2：黑色的星球是Cicakman的电影续集，于2008年12月11日发行，由KRU Studios与合作，与Grand Brilliance 。